# Deborah McDonald
Deborah McDonald, född den 27 augusti 1954 i Orange County i USA, är en amerikansk ryttare.
Hon tog OS-brons i lagtävlingen i dressyr i samband med de olympiska ridsporttävlingarna 2004 i Aten.